# Haendorf
Haendorf ist ein Ortsteil der Gemeinde Asendorf im niedersächsischen Landkreis Diepholz.

## Geographie und Verkehrsanbindung
Der Ort liegt nordöstlich des Kernortes Asendorf. Durch den Ort fließt der Haendorfer Bach, die B 6 verläuft westlich.

## Sehenswürdigkeiten
In der Liste der Baudenkmale in Asendorf ist für Haendorf kein Baudenkmal aufgeführt.